# نشریه جامعه‌شناسی آمریکا
نشریه جامعه‌شناسی آمریکا (به انگلیسی: American Journal of Sociology) قدیمی‌ترین نشریه جامعه‌شناسی آمریکاست که از سده نوزدهم میلادی منتشر می‌گردد.
این مجله توسط آلبیون وودبری اسمال (۱۱ می ۱۸۵۴–۲۴ مارس ۱۹۲۶)، جامعه‌شناس ایالات متحده آمریکا در سال ۱۸۹۵ تأسیس شد.

## سردبیران گذشته
سردبیران پیشین این مجله عبارتند از:
- آلبیون وودبری اسمال (۱۸۹۵–۱۹۲۶)
- الزورث فارث (۱۹۳۳–۱۹۳۶)
- ارنست برگس (۱۹۳۶–۱۹۴۰)
- هربرت بلومر (۱۹۴۰–۱۹۵۲)
- اورت هیوز (۱۹۵۲–۱۹۵۷)
- پیتر روسی (۱۹۵۷–۱۹۵۸)
- اورت هیوز (۱۹۵۹–۱۹۶۰)
- پیتر بلاو (۱۹۶۰–۱۹۶۶)
- سی. آرنولد اندرسون (۱۹۶۶–۱۹۷۳)
- چارلز بیدول (۱۹۷۳–۱۹۷۸)
- ادوارد لومان (۱۹۷۸–۱۹۸۴)
- ویلیام پریش (۱۹۸۴–۱۹۹۲)
- مارتا تیندا (۱۹۹۲–۱۹۹۶)
- ادوارد لومان (۱۹۹۶–۱۹۹۷)
- راجر وی. گولد (۱۹۹۷–۲۰۰۰)
- اندرو ابوت (۲۰۰۰–۲۰۱۶)
- الیزابت اس. کلمنس (۲۰۱۶–اکنون)

از سال ۱۹۲۶ تا ۱۹۳۳، این مجله توسط تعدادی از اعضای مختلف هیئت علمی دانشگاه شیکاگو اداره می‌شد از جمله الزورث فارث، رابرت ازرا پارک، ارنست برگس، فی کوپر کول، ماریون تالبوت، فردریک استار، ادوارد ساپیر، لوئیس ویرث، آیلر سیمپسون، ادوارد وبستر، ادوین ساترلند، ویلیام آگبرن، هربرت بلومر و رابرت ردفیلد.